# Женіс (футбольний клуб)
«Женіс» (з каз. Жеңіс) — казахстанський футбольний клуб з міста Астана. Виступав в еліті футболу своєї країни до 2008 року, з сезону 2024 року знов виступає в Казахстанської Прем'єр Лізі

## Назви
- 1964—1975: «Динамо»
- 1975—1994: «Цілинник»
- 1994—1996: «Цісна»
- 1996—1997: «Цілинник»
- 1997—1999: «Астана»
- 1999—2006: «Женіс»
- 2006—2009: «Астана»
- 2009—2010: «Намис»
- 2010—2011: «Астана»
- 2011—2014: «Астана-1964»
- 2020—: «Женіс»

## Досягнення
- Чемпіон Казахстану (3): 2000, 2001, 2006.
- Володар Кубка Казахстану (3): 2000/01, 2002, 2005